# L'Épervier (jeu)
Pour les articles homonymes, voir Épervier (homonymie).
Le jeu de l'Épervier est un jeu sportif traditionnel. À partir de cinq  joueurs, à partir de cinq ans sans limite d'âge, pour vingt minutes ou plus en fonction du nombre de joueurs. Au Québec, ce jeu est appelé Bulldog.

## Principe général
Le jeu de l'Épervier consiste pour les joueurs à courir d'un côté à l'autre du terrain de jeu sans se faire prendre par l'épervier.

## Règle du jeu

### But du jeu
Le but du jeu de l'Épervier consiste à rester le dernier joueur en liberté.

### Matériel
Le principal est de disposer d'un terrain, en plein air ou couvert. Il doit être rectangulaire. De plus des repères sont nécessaires pour l'arrivée et le départ de chaque côté du terrain, des lignes blanches de préférence.

### Déroulement
Le groupe de joueurs désigne celui qui sera le premier maillon de l'Épervier. L'épervier se place au milieu du terrain. Le groupe se place à un bout du terrain. Dès que le signal est donné, tous les joueurs doivent traverser le terrain. Une fois les joueurs élancés, l'épervier tente d'en attraper. Tous les joueurs pris par l'épervier lors de leur traversée deviennent des prisonniers de l'épervier et sont écartés du jeu.
Une autre traversée est alors lancée et ainsi de suite jusqu'à ce qu'il ne reste plus qu'un joueur libre. Ce dernier devient alors épervier à son tour et marque un point.
Le vainqueur est celui qui a obtenu le plus de points à l'issue de la durée fixée au départ.

### Variante
Délimiter le terrain de jeu pour obtenir un rectangle d'environ 20 à 25 mètres de long et 10 à 15 mètres de large selon le nombre d'enfants. Tracer ou délimiter la ligne centrale du terrain.
Délimiter le terrain.
Désigner ou tirer au sort un joueur qui sera l'épervier et le placer au centre du terrain.
Placer tous les joueurs derrière la ligne de fond du terrain (l'un des bords courts du terrain de jeu).
Au coup de sifflet, tous les joueurs doivent rejoindre le bord opposé et passer la ligne de fond. L'épervier doit tenter de toucher l'un des joueurs qui deviendra épervier lui aussi. Tout joueur touché par l'épervier deviendra épervier au tour suivant.
Au premier coup de sifflet, tous les éperviers s'alignent sur la ligne centrale. Au nouveau coup de sifflet, tous les joueurs doivent rejoindre le bord opposé et se mettre en sécurité de l'autre côté de la ligne de fond où ils seront intouchables.
Les deux éperviers tentent de toucher d'autres joueurs pour qu'ils deviennent éperviers à leur tour.
Le jeu se termine lorsque tous les joueurs sont devenus éperviers.